# Стечанська волость
Стечанська волость — адміністративно-територіальна одиниця Чорнобильського повіту Київської губернії з центром у селі Стечанка.
Виникла після 1914 року (ймовірно, вже при створенні Чорнобильського повіту) шляхом виділення з південної частини Шепелицької волості та 1 села у східному кутку Мартиновицької волості.
Станом на 1923 рік складалася з 6 поселень — 5 сіл (Глинна, Дехтярівка, Жовнірівка, Роз'їждже, Стечанка), 1 слободи (Замошшя) та Замошенського монастиря. Населення — 3 637 осіб (1707 чоловічої статі та 1930 — жіночої). Налічувалося 692 дворових господарства.